# Цюань Тін Вень
Цюань Тін Вень (18 серпня 1992) — сінгапурська плавчиня.
Учасниця Олімпійських Ігор 2008, 2016 років.
Призерка Азійських ігор 2018 року.